# Quang Trung (phường)
Quang Trung là một phường thuộc tỉnh Thanh Hóa, Việt Nam.
Được thành lập ngày 16 tháng 6 năm 2025 trên cơ sở các xã, phường phía tây của thị xã Bỉm Sơn, phường Quang Trung chính thức hoạt động từ ngày 1 tháng 7 năm 2025.

## Địa lý
Phường Quang Trung là cửa ngõ phía đông bắc của tỉnh Thanh Hóa, có vị trí địa lý:
- Phía bắc giáp tỉnh Ninh Bình dọc theo dãy núi Tam Điệp
- Phía đông giáp phường Bỉm Sơn
- Phía nam giáp xã Hoạt Giang
- Phía tây giáp xã Hà Long.

Phường Quang Trung có diện tích tự nhiên 29,22 km², quy mô dân số năm 2024 là 32.808 người, mật độ dân số đạt 1.123 người/km².

## Lịch sử
Địa giới hành chính phường Quang Trung trước đây vốn là các xã, phường nằm ở phía tây của thị xã Bỉm Sơn.
Ngày 16 tháng 6 năm 2025, thị xã Bỉm Sơn bị giải thể do bỏ cấp huyện; phường Quang Trung được thành lập theo Nghị quyết số 1686/NQ-UBTVQH15 của Ủy ban Thường vụ Quốc hội trên cơ sở sáp nhập toàn bộ diện tích tự nhiên và quy mô dân số của 3 phường Bắc Sơn, Ngọc Trạo, Phú Sơn cùng xã Quang Trung từng thuộc thị xã Bỉm Sơn.
Phường này chính thức hoạt động từ ngày 1 tháng 7 năm 2025, là đơn vị hành chính trực thuộc tỉnh Thanh Hóa.

## Hành chính
Phường Quang Trung có 30 tổ chức tự quản. Dưới đây là danh sách các tổ chức tự quản theo địa giới từng xã, phường cũ:
| Mã    | Tên xã/phường | Hành chính | Hành chính                     |
| Mã    | Tên xã/phường | Số lượng   | Danh sách                      |
| ----- | ------------- | ---------- | ------------------------------ |
| 14809 | Bắc Sơn       | 10 khu phố | 1, 2, 3, 4, 5, 6, 8, 9, 10, 12 |
| 14818 | Ngọc Trạo     | 8 khu phố  | 2, 3, 6, 10, 11, 12, 13, 14    |
| 14823 | Phú Sơn       | 6 khu phố  | Được đánh số từ 1 đến 6        |
| 14824 | Quang Trung   | 6 thôn     | Được đánh số từ 1 đến 6        |